# 森纳科马斯科
森纳科马斯科（義大利語：Senna Comasco），是意大利科莫省的一个市镇。总面积2.74平方公里，人口3200人，人口密度1167.9人/平方公里（2009年）。ISTAT代码为013212。